# Malans (Haute-Saône)
Malans település Franciaországban, Haute-Saône megyében. Lakosainak száma 136 fő (2022. január 1.). Malans Pesmes, Dammartin-Marpain, Thervay, Bard-lès-Pesmes és Bresilley községekkel határos.

## Népesség
A település népességének változása:
| Lakosok száma | 132  | 132  | 136  | 134  | 134  | 134  | 134  | 134  | 136  |
|               | 2013 | 2015 | 2016 | 2017 | 2018 | 2019 | 2020 | 2021 | 2022 |